# Rebel (pivo)
Rebel je značka piva vařeného Měšťanským pivovarem Havlíčkův Brod, a.s. ve východočeském městě Havlíčkův Brod.
Inspirací pro jeho název byla osoba známého novináře, politika, ekonoma a protirakouského rebela Karla Havlíčka Borovského. Rebel byl původně název pro čtrnáctistupňové pivo. Toto jméno se postupem času stalo značkou všech piv z produkce pivovaru.

## Historie
Město Havlíčkův Brod, v té době ovšem Německý Brod, získalo právo várečné již ve 14. století. Zpočátku si právováreční měšťané vařili pivo sami v domácích pivovarech, postupně se však začali sdružovat a zakládat větší pivovary.  V roce 1673 založili zdejší právováreční měšťané cech sladovníků. Roku 1834 byl jeden ze dvou německobrodských pivovarů zrušen a druhý vyhořel. Právovárečníci proto 18. října 1834 zakoupili rytířský dům Bukovských (dnešní budova pivovarského hostince Rebel), kde byl malý řemeslný pivovar. Tak byl založen zdejší Měšťanský pivovar, který byl v roce 1880 a poté na přelomu 19. a 20. století rozšířen.
Po roce 1948 byl pivovar znárodněn a až do roku 1990 spadal zprvu pod národní podnik Horácké pivovary Jihlava a následně pod Východočeské pivovary, n. p., se sídlem v Hradci Králové. Roku 1956 došlo v pivovaru k požáru sladovny.
Významným datem v dějinách pivovaru je rok 1964, kdy vzniklo pivo Rebel. Původně se jednalo o název pro čtrnáctistupňové pivo. Tento název se postupem času stal značkou pro všechna piva z produkce pivovaru. Dalším neméně významným datem je rok 1995, kdy byl pivovar navrácen potomkům původních majitelů. Noví majitelé založili v lednu 1995 akciovou společnost s názvem Měšťanský pivovar Havlíčkův Brod, a. s.
V dubnu 2018 začal pivovar se stáčením piva do plechovek. Na svět přišla první žlutá plechovka Rebel XI. O rok později se objevila modrá plechovka Rebel 0.0 s nealkoholickým pivem a růžová Rebelka – dámské ochucené pivo. A roku 2020 se „plechová“ řada dočkala rozšíření o ochucené nealko pivo Rebel 0.0 Citrus. V roce 2019 se změny dočkala i piva stáčená do láhví. Starší typ NRW (Nord Rhein Westfal) nahradily modernější láhve typu „České pivo“.  V rámci této změny došlo též na  sjednocení rozdílného vzhledu etiket. Jednotlivá piva Rebel lze nyní snadno rozpoznat podle barvy etikety.

## Druhy piva značky Rebel
- Rebel Original Premium (4,8% VOL.) - Světlý ležák
  - Ocenění:
    - 1. místo v soutěži MNP ČR 1995 v kategorii 12° piv.
    - 2. místo v soutěži o Českou pivní pečeť Tábor 1997 v kategorii 12° piv.
    - 1. místo v soutěži Pivo České republiky 2000
    - 3. místo v soutěži Dočesná Žatec 2003.
    - 1. místo v soutěži Cena českých sládků 2007.
    - 3. místo v soutěži Pivo České republiky 2008.
    - 1. místo v soutěži European Beer Star 2012.
    - 3. místo v soutěži Pivo České republiky 2013.
    - 2. místo v soutěži Pivo České republiky 2014.
    - 1. místo v soutěži Dočesná Žatec 2014.

- Rebel Černý (4,7% VOL.) - Tmavý ležák
  - Ocenění:
    - 1. místo v soutěži Pivo České republiky 2000.
    - 1. místo v soutěži Cena českých sládků 2006.
    - 1. místo v soutěži Dočešná Žatec 2006.
    - 3. místo v soutěži Pivo České republiky 2006.
    - 2. místo v soutěži Česká pivní pečeť 2006.
    - 1. místo v soutěži Dočesná Žatec 2007.
    - 2. místo v soutěži Pivo České republiky 2007.
    - 1. místo v soutěži Česká pivní pečeť 2008.
    - 3. místo v soutěži Pivo České republiky 2008.
    - 2. místo v soutěži Pivo České republiky 2008.
    - 1. místo v soutěži Dočesná Žatec 2008.
    - 3. místo v soutěži Cena českých sládků 2008.
    - 1. místo v soutěži České pivo 2008.
    - 2. místo v soutěži Pivo České republiky 2009.
    - 3. místo v soutěži Česká pivní pečeť 2009.
    - 1. místo v soutěži České pivo 2009.
    - 3. místo v soutěži  European Beer Star 2009.
    - 2. místo v soutěži Pivo České republiky 2010.
    - 2. místo v soutěži Časopis „Pivo, Bier & Ale” 2011.
    - 2. místo v soutěži Pivo České republiky 2011.
    - 3. místo v soutěži Pivo České republiky - novinářská degustace 2011.
    - 2. místo v soutěži České pivo 2011.
    - 3. místo v soutěži Pivo České republiky 2014.

- Tudor - pivo (4,2% VOL.) - Světlé pivo
  - Ocenění:
    - 3. místo v soutěži Dočešná Žatec 2003.
    - 3. místo v soutěži Dočešná Žatec 2008.
    - 2. místo v soutěži Česká pivní pečeť 2008.
    - 1. místo v soutěži Pivo České republiky 2009.
    - 1. místo v soutěži Dočešná Žatec 2011.
    - 2. místo v soutěži Pivo České republiky 2014.

- Rebel Zlatý (4,4% VOL.) - Světlé výčepní
  - Ocenění:
    - 1. místo - Zlatý pohár PIVEX 1998
    - 2. místo - Česká pivní pečeť 1998
    - 3. místo - pivo České republiky 2000
    - 3. místo - soutěž Dočesná Žatec 2003

- Rebel Tradiční (4,1% VOL.) - Světlé výčepní
  - Ocenění:
    - 2. místo v soutěži Pivo České republiky 2001 .

- Haškův C.K. Rebel (4,1% VOL.) - Světlé pivo
  - Ocenění:
    - 3. místo v soutěži Pivo České republiky 2007.
    - 3. místo v soutěži Cena českých sládků 2007.
- Rebel Vánoční hvězda (5,5% VOL.) - Řezaný speciál

- Rebel Řezaný ležák (4,8% VOL.) - Řezaný speciál

- Rebel Drsoň (6,2% VOL.) - Světlý speciál

- Rebel pšeničný (5,0% VOL.) - Svrchně kvašený světlý nefiltrovaný ležák

- Rebel IPA (6,3% VOL.) - Svrchně kvašený polotmavý speciál

- Rebel sváteční speciál (6,2% VOL.) - Světlý speciál
  - Ocenění:
    - 2. místo v soutěži Pivo České republiky 2009.
    - 3. místo v soutěži Znojemská hrozen 2009.
    - 3. místo v soutěži Dočesná Žatec, kategorie: Speciální pivo světlé 2016.

- Rebel Nefiltrovaný (5,3% VOL.) - Světlé speciální nefiltrované 
  - Ocenění:
    - 3. místo v soutěži Pivo České republiky 2009.
    - 3. místo v soutěži Dočesná Žatec 2009.
    - 2. místo v soutěži Dočesná Žatec 2010.
    - 2. místo v soutěži Česká pivní pečeť 2010.
    - 1. místo v soutěži Česká pivní pečeť 2016.
    - 1. místo v soutěži Pivo České republiky 2016.

- Rebel Grep & Citron - Ovocné pivo
  - Ocenění:
    - 1. místo v soutěži Pivní speciál 2013.

- Rebel Nealko (0,5% VOL.) - Světlé nealkoholické